# Uzbekistán en los Juegos Olímpicos de Sochi 2014
Uzbekistán estuvo representado en los Juegos Olímpicos de Sochi 2014 por tres deportistas, dos hombres y una mujer, que compitieron en dos deportes.
La portadora de la bandera en la ceremonia de apertura fue la esquiadora alpina Kseniya Grigoreva. El equipo olímpico uzbeko no obtuvo ninguna medalla en estos Juegos.